# ツッパリファッション
ツッパリファッションとは、中学校および高等学校において不良少年や、スケバンが愛用するファッション。ツッパリは虚勢を張ったり、いきがることを意味し、1960年代から1980年代に使われた言葉である。

## 概要
ツッパリファッションの特徴は、女子は丈の短いセーラー服に丈の長いスカート、男子は丈の長い「長ラン」や丈の短い「短ラン」、ダブダブの学生ズボン（ボンタン等）、刺繍の入った学生服など規定外の制服（変形学生服）を着用することである。男女ともぺちゃんこに潰した学生鞄を携帯していた。
男子は剃り込みやリーゼント、女子はパーマといった髪型が多かった。主として、1960年代から1980年代の不良少年少女の間で流行した。
1970年代には番長や暴走族リーダーに「艶大長」（艶ありの丈の長い黒のゴム長靴）が流行り、映画監督・脚本家の高瀬将嗣は国士舘大学・高校をモデルにして、長靴姿のツッパリファッションを映画「昭和最強高校伝 國士参上!!」（2016年）で再現している。スケバンは晴れでも婦人用のゴム長靴を履いていて、先を研磨で尖らせた傘を携行。明石家さんまも高校の時はツッパリファッションに憧れ、目立つためにわざと女物の黄色い長靴を履き、巻いた武器用の傘を持って毎日登校していたと発言している。